# NGC 2111
NGC 2111 је расејано звездано јато у сазвежђу Трпеза које се налази на NGC листи објеката дубоког неба.
Деклинација објекта је - 70° 59' 36" а ректасцензија 5h 44m 33,1s. Привидна величина (магнитуда) објекта NGC 2111 износи 12,5 а фотографска магнитуда 12,8. NGC 2111 је још познат и под ознакама ESO 57-SC35.